# 杭州大城北有轨电车
杭州大城北有轨电车，为位于中华人民共和国浙江省杭州市大城北中央核心区，炼油厂附近的平炼路的观光有轨电车线路，截止2022年，正在建设当中，该线于2020年左右开始筹备。